# 寇荣
寇荣（？—？），上谷郡昌平县（今北京市昌平区）人。寇恂的曾孙。

## 生平
寇荣年轻时就很有名气，汉桓帝在位时担任侍中。他生性矜持稳重，少和其他人有交集，而且他从兄的儿子娶了桓帝的妹妹益阳公主为妻，从孙女也被桓帝纳入后宫，因此掌权受宠的人经常诬陷他。延熹年间，掌权受宠的人终于编了一个罪名将他罢官免职，驱回家乡。寇荣害怕回到家乡后被迫害，便投奔朝廷去申诉。尚未到达京城时，刺史张敬弹劾寇荣擅自离开边区，朝廷便下令逮捕他。寇荣逃亡了好几年后，随逢大赦，但不得免罪，他便上书大批张敬，自己伸冤，而且说皇帝断案不周。桓帝看后非常生气，便杀了寇荣。